# Plaync

plaync(플레이엔씨)는 엔씨소프트에서 운영하는 온라인 게임 포털 사이트이다. 리니지, 리니지2, 아이온과 같은 MMORPG 게임과 러브비트, 포인트 블랭크, 아르피아 등의 캐주얼 게임을 운영하고 있으며 이외에도 아지트, 동영상, 카툰 등을 서비스 하고 있다. 또, 출시 예정인 게임으로 블레이드 앤 소울, 메탈블랙이 있다.

## 배급중인 게임

### MMORPG
- 리니지
- 리니지2
- 아이온
- 블레이드 앤 소울

### 캐주얼게임
- 러브비트

### 예정
- 리니지 이터널

## 특이 사항
- 2009년 5월 29일 엔씨소프트에서 운영중인 플레이엔씨가 노무현 전 대통령 서거로 인해 오전 10시부터 오후 5시까지 웹 서비스를 포함 모든 게임의 서비스를 전면 중지했다.[1]
- 2012년 5월 20일에 넥슨이 자사주를 포함한 지분을 인수하였다.(단, 경영권은 미인수하였음.)

## 같이 보기
- 엔씨소프트